# Golpes de capoeira

Aú

Os golpes de capoeira podem ser divididos em golpes de linha e golpes rodados, entretanto também podem ser divididos em golpes traumatizantes e desequilibrantes. Lembrando que os nomes dos golpes podem se alterar de região para região. Um mesmo golpe pode ter outro nome em outro lugar, ou um mesmo nome pode significar um golpe em um lugar e outro golpe diferente em outro lugar/região.

## Golpes traumatizantes
Os golpes traumatizantes são golpes ofensivos, golpes que podem causar danos ao adversário. Apesar de a maioria das vezes, em rodas ou treinamento o dano não é desejado, então o golpe fica apenas para incentivar a esquiva do adversário.
- Armada ou meia-lua de costas: a armada aplica-se estando em pé. Através de um movimento de rotação, um pé fica firme ao chão enquanto o outro sobe varrendo a horizontal atingindo o adversário com a parte externa do pé.
- Arpão: golpe no qual derruba o adversário como uma arpa.
- Asfixiante: o asfixiante é um soco de Capoeira, como o nome sugere, o golpe é feito contra o nariz, boca e/ou garganta do oponente. Pode ser feito com a mão na vertical e na horizontal. Assemelha-se ao Direto do Boxe, pois é feito com o braço correspondente à perna que está atrás na ginga.
- Godeme: este golpe é aplicado com as costas da mão fechada, o Godeme pode ser feito também com um giro corporal.
- Chapa ou chapa de chão: aplicado com uma das pernas, estando em posição de rolê (com as duas mãos e pés ao chão, com o corpo virado para o chão e as costas para cima).
- Chibata: estando na posição de início ou término do Aú, o aplicante bate com o pé que está no alto, batendo com o peito do pé e girando para voltar à base de ginga.
- Corta Eucalipto ou Tesoura : golpe caracterizado pela neocapoeira como o mais potente. Aproxima-se do oponente, vira-se tronco e braços e salta. Quando está no ar, contrai-se as pernas como uma tesoura a ser usada na perna ou na cabeça do adversário.
- Cotovelada: a cotovelada é golpe que pode ser usado para provocar dor ou apenas cortar o adversário. Na capoeira existem as cotoveladas: laterais, ascendentes, descendentes, frontais, diagonais e giratórias. Os alvos mais comuns são as têmporas, testa e nariz, clavículas, nuca e abdômen.
- Escorão, pisão, chapa, ou chapa de frente: aplica-se em pé distendendo a perna de trás em movimento de coice acertando o adversário com a planta do pé. Este golpe pode visar empurrar (derrubando) o adversário e traumatizá-lo.
- Esporão, chapa rodada ou chapa de costas: aplica-se o escorão, porém a perna de trás passa por trás do aplicante em um movimento de giro semelhante à armada.
- Forquilha: é um golpe aonde o capoeira, usa os dedos para machucar os olhos do oponente. Também, o capoeira pode segurar a cabeça do antagonista e lhe pressionar os olhos com os dedões.
- Escala de mão: golpe de mão aberta, a Escala é feita com a parte inferior da palma da mão. Pode-se usar de forma traumática e defensiva. Na forma traumática se bate na face do adversário, na forma defensiva se usa para desviar socos e/ou pará-los.
- Galopante: aplica-se uma mão em forma de concha contra o ouvido do adversário.
- Gancho: estando em pé, a perna de trás sobe junto com um giro do tronco invertendo o lado do golpe fazendo com que o chute seja dado com o calcanhar ou a planta do pé no rosto do adversário
- Martelo: estando em pé, a perna de trás sobe lateralmente, flexionada depois estende-se para atingir o adversário. Também pode ser aplicado com uma mão apoiando-se no chão, onde a mão que vai ao chão é a oposta à perna que aplica o golpe.
- Meia lua de compasso: também conhecida por rabo-de-arraia, sendo a meia-lua de compasso uma variação do golpe rabo-de-arraia que vem da capoeira de Angola. Ficando de lado, agacha-se sobre a perna da frente, estendendo a perna de trás. Faz-se um movimento de rotação varrendo a horizontal com a perna de trás esticada, apoiando-se na perna da frente, terminando em posição de ginga. O corpo do aplicante fica rente à perna da frente sobre a qual ele está agachado. O aplicante pode colocar as duas mãos ao chão para aumentar a sua segurança, ou apenas uma ou nenhuma mão.
- Meia-lua de frente: estando com as pernas lado a lado, lança-se uma das mesmas estica varrendo a horizontal em um movimento de rotação de fora para dentro, fazendo a trajetória de uma meia-lua. Acerta-se o adversário com a parte interna do pé.
- Ponteira: golpe que atinge o adversário com a perna de trás utilizando a parte debaixo dos dedos, na planta do pé, semelhante ao bicão/bicuda do futebol. Normalmente, mira-se a região abdominal do adversário.
- Queixada ou queixada de costas: aplica-se em pé, estando em base de uma perna e estendendo a outra contra o oponente em forma de giro, de dentro para fora. A parte que atinge o adversário é a parte lateral externa do pé.
- Rabo de arraia: golpe semelhante à meia-lua de compasso, porém no estilo da capoeira de Angola. Tecnicamente são o mesmo golpe, sendo um, uma variação do outro.
- Voo do morcego ou voadora: dá um salto e estende-se uma ou as duas pernas visando atingir o adversário. Este golpe também é popularmente conhecido como "voadora".
- Corta Grama: é aplicado com uma rasteira em posição de negativa mas fazendo um giro completo caindo na posição de rolê.

## Golpes desequilibrantes
- Fechado: e também conhecido como escala de pé e mãos. Os golpes e feitos com criatividades e gingas dos homens e mulheres. O aplicante coloca suas duas pernas entre as pernas do adversário e abre-as e puxa-as forçando a abertura excessiva das pernas do adversário desequilibrando-o.
- Banda de letra: estando em posição de negativa, coloca-se a perna estendida atrás de uma das pernas do adversário e aplica-se um puxão, visando derrubá-lo.
- Rasteira de frente: estando em pé, aplica-se uma rasteira com a perna semiflexionada. Também conhecida popularmente como "pé-de-rodo".
- Banda de costas: também conhecida como banda trançada. Estando em pé, coloca-se uma das pernas atrás de uma das pernas do adversário, então puxa a perna podendo empurrar o adversário para frente com o corpo ou braço.
- Bênção: estando em base de ginga, atinge-se o adversário com a perna de trás, usando a planta dos pés. Assim, o aplicante empurra o adversário.
- Boca de calça: puxam-se as duas pernas do adversário com as mãos, podendo ajudar com uma cabeçada.
- Cabeçada: ato de empurrar o adversário com a cabeça. Também pode ser usado como golpe traumatizante, acertando com força o abdômen ou outra parte do corpo do adversário.
- Crucifixo: ao receber um golpe de perna alta, o aplicante aproxima-se do adversário, colocando a perna do adversário sobre seu ombro. Assim, o aplicante levanta ainda mais a perna do adversário desequilibrando-o. Normalmente aplicado contra golpes giratórios altos como a armada ou contra o martelo.
- Anzol: puxa a perna do adversário, por trás, usando a própria perna em forma de gancho. O aplicante pode estar em pé, ou apoiado em uma das mãos.
- Rasteira de pé: puxa-se a perna de apoio do adversário quando este está aplicando um golpe (normalmente, golpe de giro alto) usando as mãos. Golpe utilizado em raríssimas oportunidades.
- Rasteira: passa a perna rente ao chão em um movimento circular ou semicircular puxando a perna do adversário desequilibrando-o. Pode ser aplicada estando em pé ou abaixado.
- Aparador: envolve o adversário com as pernas e depois gira o corpo para desequilibrá-lo. A mesma pode ser aplicada no chão por trás ou pela frente. Também pode ser aplicada no alto, salta-se antes de aplicar a mesma, que também pode ser pela frente ou por trás.
- Tombo da subida: golpe que visa derrubar o adversário quando ele aplica um golpe com salto ou faz acrobacias. Pode ser através de um escorão, puxão no pé, entre outros.
- Vingativa: aproxima-se rapidamente do adversário (normalmente logo após um golpe), coloca-se lado a lado com ele e com uma das pernas atrás servindo de apoio e aplica-se um empurrão com o cotovelo, costas, ou cabeça para trás. A perna que fica por trás do adversário é a que estiver lado a lado com a perna do oponente. Também de o rabo de raia e muito interessante voce vira um mortal invertido puxando as pernas es as mãos fica no chão.